# Közép-Góbi tartomány
A Közép-Góbi tartomány (mongolul: Дундговь аймаг) Mongólia huszonegy tartományának (ajmag) egyike. Az ország központi részén terül el, székhelye Mandalgóbi.

## Földrajz
Északon a Központi-, északkeleten Góbi-Szümber-, keleten Kelet-Góbi-, délen Dél-Góbi-, nyugaton Dél-Hangáj tartomány határolja.
A tartomány északi része hullámos, száraz sztyepp, melyet délen egyre inkább homokos félsivatagos, sivatagos terület vált fel. Északnyugaton, nyugaton  2000 m-nél nem magasabb hegyek emelkednek (Бага газрын чулуу, 1768 m). A tartományi székhely, Mandalgóbi Ulánbátortól 240 km-re délre, nagyjából a Góbi határán fekszik.

## Népessége
| 2011 | 38 821 |
| 2015 | 44 429 |

## Járások

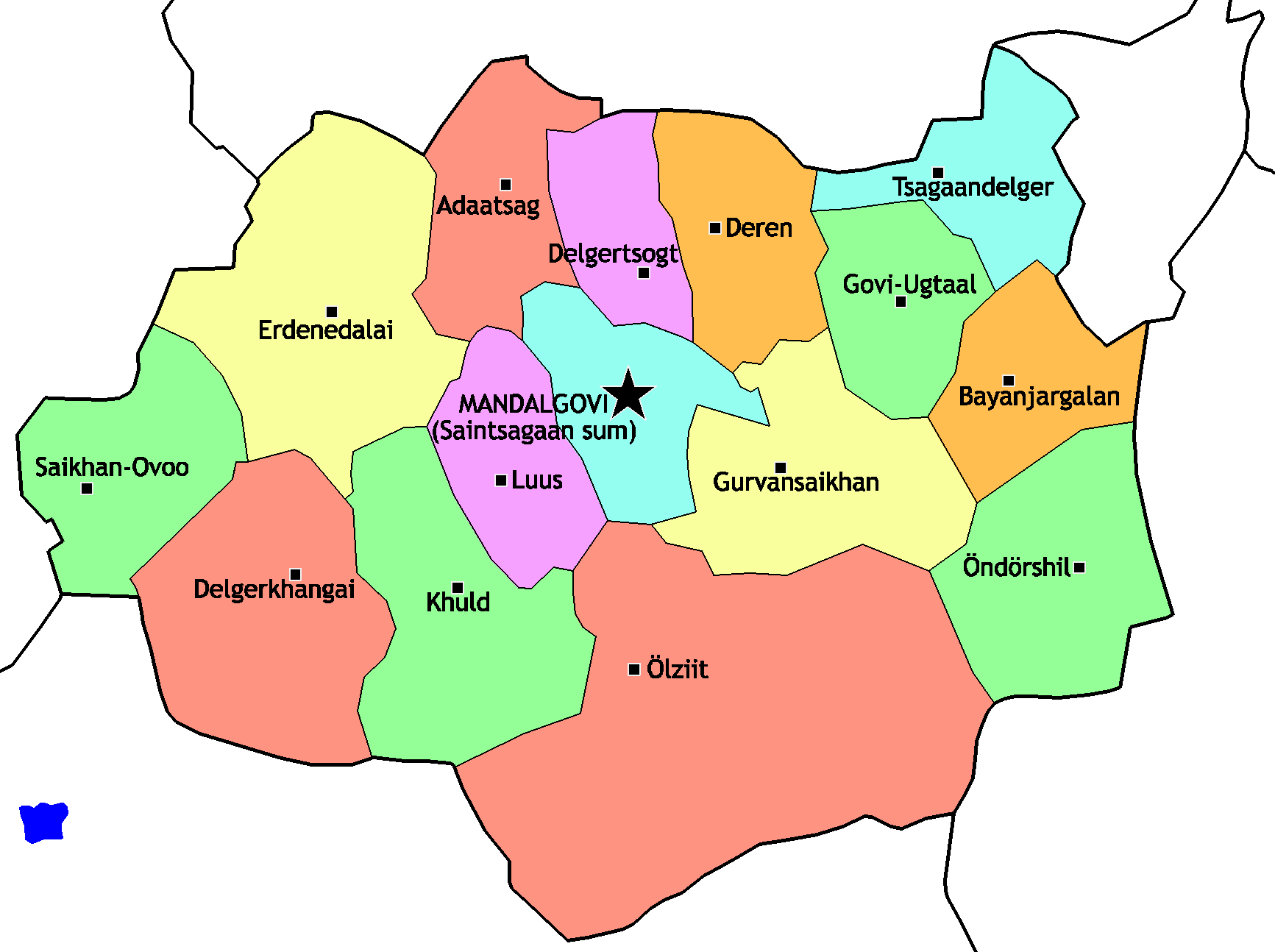
Közép-Góbi tartomány járásai

| Járás                 | Mongol nyelven   |
| --------------------- | ---------------- |
| Adácag járás          | Адаацаг сум      |
| Bajandzsargalan járás | Баянжаргалан сум |
| Góbi-Utgál járás      | Говь-Угтаал сум  |
| Gurvanszajhan járás   | Гурвансайхан сум |
| Delgerhangáj járás    | Дэлгэрхангай сум |
| Delgercogt járás      | Дэлгэрцогт сум   |
| Deren járás           | Дэрэн сум        |
| Lúsz járás            | Луус сум         |
| Öldzít járás          | Өлзийт сум       |
| Öndörsil járás        | Өндөршил сум     |
| Szajhan-Ovó járás     | Сайхан-Овоо сум  |
| Szajncagán járás      | Сайнцагаан сум   |
| Huld járás            | Хулд сум         |
| Cagándelger járás     | Цагаандэлгэр сум |
| Erdenedalaj járás     | Эрдэнэдалай сум  |